# Zaganiacz blady
Zaganiacz blady (Iduna pallida) – gatunek małego ptaka z rodziny trzciniaków (Acrocephalidae), wcześniej zaliczany do pokrzewkowatych (Sylviidae). Nie jest zagrożony.

## Systematyka
Wyróżniono kilka podgatunków I. pallida:
- Iduna pallida elaeica – południowo-wschodnia Europa przez Bliski Wschód do Kazachstanu i Iranu.
- Iduna pallida reiseri – południowo-wschodnie Maroko, Algieria, Mauretania, zachodnia Libia.
- Iduna pallida pallida – Egipt.
- Iduna pallida alulensis – północna Somalia.
- Iduna pallida laeneni – Niger do środkowego Sudanu.

Dawniej za jego podgatunek uznawano też zaganiacza płowego (I. opaca), lecz badania wykazały znaczne różnice między nimi w mitochondrialnym DNA (ponad 9%), ponadto różnią się śpiewem, zachowaniem i morfologią.

## Morfologia
Długość ciała 12–14 cm; masa ciała 8–16 g.
Kształtem bardzo podobny do łozówki i trzcinniczka zwyczajnego. Zgodnie z nazwą jego ubarwienie jest „blade”.

## Występowanie i siedlisko
Zaganiacz blady występuje w krajach śródziemnomorskich, na Węgrzech, w zachodniej i środkowej Azji oraz wyspowo na Półwyspie Arabskim, w północnej i środkowej Afryce. Zimuje w Afryce.
Do Polski zalatuje wyjątkowo. Po raz pierwszy zaobserwowany w 2018 roku; odnotowano wtedy dwa stwierdzenia – w czerwcu w Kuźnicy (powiat pucki) oraz w październiku w Krynicy Morskiej.
Zasiedla widne lasy i sady. W okresie godowym zamieszkuje tereny otwarte.

## Pokarm
Delikatne owady jak muchy i mszyce, pająki. Lubi żerować na krzewach.

## Rozród

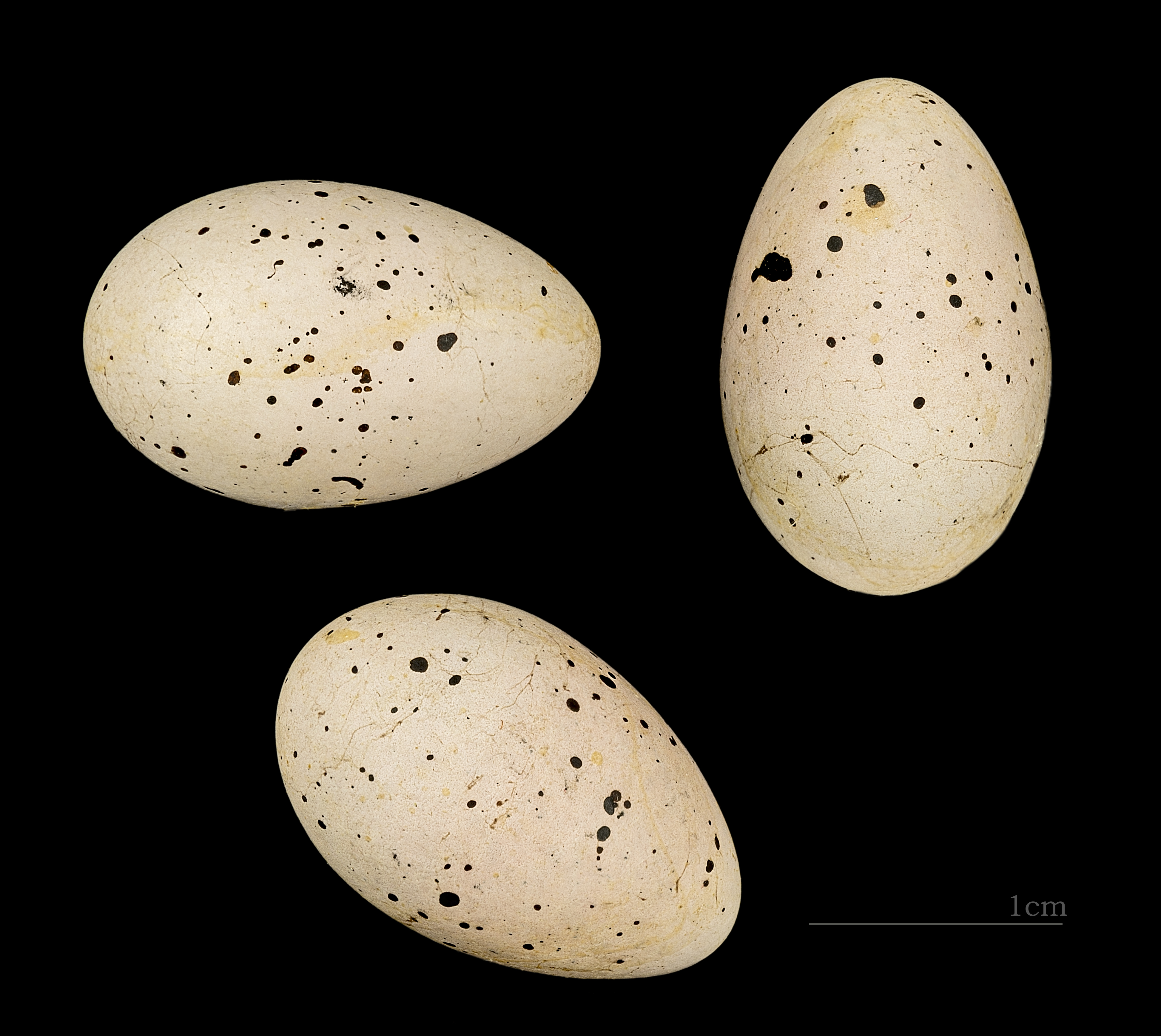
Jaja z kolekcji muzealnej

Samica buduje gniazdo z cienkich gałązek, źdźbeł i łodyg. Część budulca owija wokół gałęzi.

## Głos
Często naśladuje głosy innych ptaków. Niemal stale odzywa się miękkim „czek”, poza tym ochrypłym, szybkim „czerr” lub „czorr”.

## Status i ochrona
IUCN uznaje zaganiacza bladego za gatunek najmniejszej troski (LC, Least Concern). Liczebność światowej populacji, obliczona w oparciu o szacunki organizacji BirdLife International dla Europy z 2015 roku, zawiera się w przedziale 21–44 milionów dorosłych osobników. Ze względu na brak dowodów na spadki liczebności bądź istotne zagrożenia dla gatunku, BirdLife International uznaje globalny trend liczebności populacji za stabilny.
Na terenie Polski zaganiacz blady jest objęty ścisłą ochroną gatunkową jako gatunek występujący naturalnie na terytorium państw Unii Europejskiej.